# Cầu Siekierkowski
52°12′50″B 21°05′26″Đ / 52,213813°B 21,090538°Đ Cầu Siekierkowski (tiếng Ba Lan: Most Siekierkowski) là một cây cầu bắc qua sông Vistula ở Warsaw, Ba Lan, nối liền các quận Mokotów và Wawer.
Đây là một cây cầu dây văng, dài 500m  và rộng 33.38m, với ba làn đường cho xe cộ, mặt đường và đường đi xe đạp mỗi chiều. Cấu trúc được hỗ trợ bởi hai H- pylons, cao 87.07m. Khi cây cầu được khai trương vào ngày 21 tháng 9 năm 2002, đây là cây cầu mới nhất và cực nam của Warsaw.
Cây cầu được đặt theo tên quận Siekierki của Warsaw, ở phía tây của sông Vistula.